# Corneliu M. Popescu
Corneliu M. Popescu (n. 16 mai 1958, București, România – d. 4 martie 1977, București, România) a fost un traducător român. 
A fost elevul Școlii elementare nr. 5 din București, care astăzi îi poartă numele, și mai târziu a studiat la Liceul „Nicolae Bălcescu”. A tradus poemele lui Mihai Eminescu în limba engleză.
A murit la vârsta de 19 ani în timpul cutremurului din 1977. Premiul pentru traduceri de poezie dintr-o limbă europeană în limba engleză îi poartă numele. Premiul este organizat de către The Poetry Society (Marea Britanie) cu sponsorizare din partea Fundației Rațiu.
A fost declarat cel mai bun traducător al lui Eminescu, în engleză, și s-a înființat un premiu: The European Poetry Translation Prize in memory of Corneliu M. Popescu, de către The Poetry Society at National Poetry Centre in London, din 1987 în asociație cu British Council.

## Cărți
- Mihai Eminescu Poems - English Version By Corneliu M. Popescu, Editura Dacia, Cluj, 1980
- Mihai Eminescu - Poems, English version by Corneliu M. Popescu, Editura Cartea Românească, 1989, coperta de Gh. Baltoc